# Colobraro
Colobraro ist eine Gemeinde in der Provinz Matera in der italienischen Region Basilikata.
In Colobraro leben 1055 Einwohner (Stand am 31. Dezember 2023). Der Ort liegt 86 km westlich von Matera. Die Nachbargemeinden sind Noepoli (PZ), Rotondella, Sant’Arcangelo (PZ), Senise (PZ), Tursi und Valsinni.
Das genaue Gründungsjahr von Colobraro ist nicht bekannt. Der Ort entstand in der Nähe des Klosters der Basilianermönche der heiligen Maria von Ceronofio. Der Name des Ortes stammt von Coluber (Schlange) ab.
Sehenswert im Ort ist die Kirche Chiesa Madre.
Colobraro hat in der Region einen Ruf als Ort des Unglücks – ein Aberglauben, der die Bewohner des Umlandes sogar die Aussprache des Ortsnamens vermeiden lässt. Seit 2007 versucht die Gemeinde, ihre durch das Fernsehen gesteigerte Bekanntheit zu vermarkten, unter anderem mit einem themenbezogenen Festival im August.